# Logius

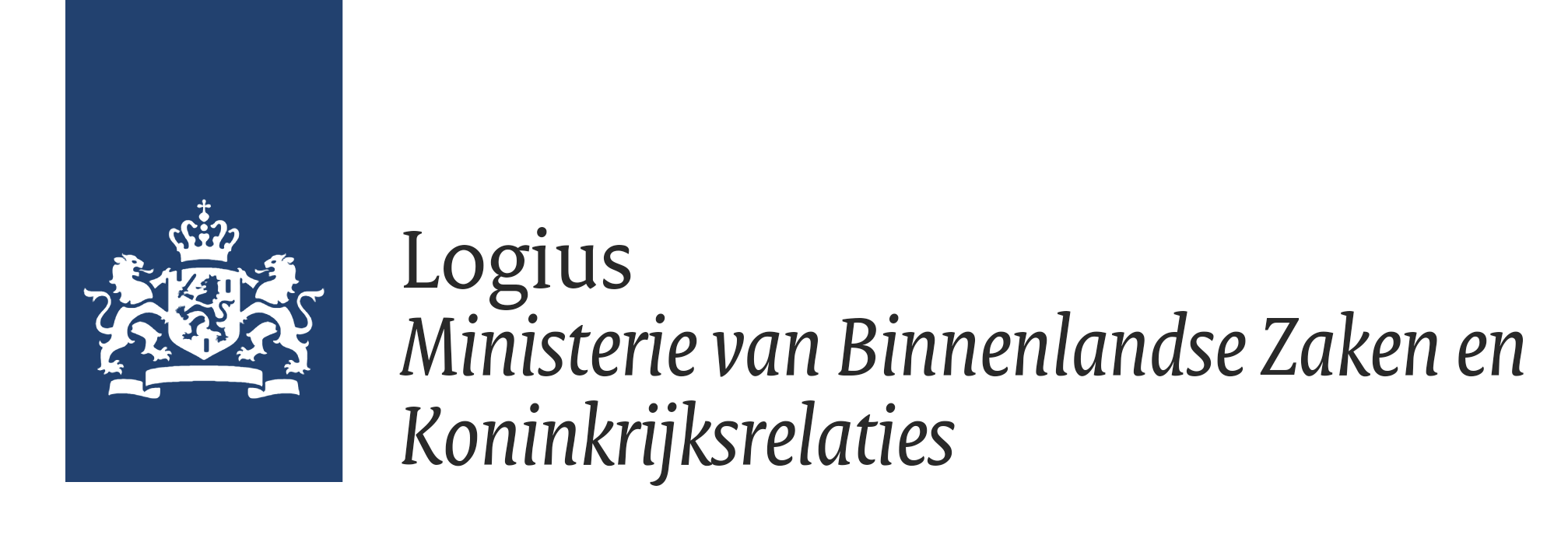
Logo van Logius.

Logius is een baten-lastendienst van het ministerie van Binnenlandse Zaken en Koninkrijksrelaties en beheert generieke ICT-voorzieningen. Logius levert diensten aan andere overheidsorganisaties en organisaties met een publieke taak. Voorbeelden van diensten zijn DigiD, Digipoort, MijnOverheid en eHerkenning. Het Bureau Forum Standaardisatie is een onderdeel van Logius. De directeur van Logius is tevens secretaris van het Forum Standaardisatie. Tevens is Logius de PA (Policy Authority) van PKIoverheid.

## Geschiedenis
Bij de oprichting in januari 2006 kreeg de organisatie de naam GBO.Overheid, sinds januari 2010 heet het bedrijf Logius.

## Takenpakket
Logius werkte tot 2023 in opdracht van het ministerie van Binnenlandse Zaken en Koninkrijksrelaties, Economische Zaken, Volksgezondheid, Welzijn en Sport. Vanaf 1 januari 2023 is het ministerie van BZK enig opdrachtgever, met uitzondering van de werkzaamheden die worden uitgevoerd door het Bureau Forum Standaardisatie. Een aantal producten die bij de stichting ICTU zijn ontwikkeld, zijn door Logius in beheer genomen. Het doorontwikkelen en het bevorderen van het gebruik van de producten behoort ook tot het takenpakket van Logius.